# Haiderabad (district)
Haiderabad is een district in de Indiase staat Telangana. Het district omvat slechts een gedeelte van de stad Haiderabad.
Adilabad · Bhadradri Kothagudem · Haiderabad · Jagitial · Jangaon · Jayashankar Bhupalpally · Jogulamba Gadwal · Kamareddy · Karimnagar · Khammam · Komaram Bheem · Mahabubabad · Mahbubnagar · Mancherial · Medak · Medchal-Malkajgiri · Mulugu · Nagarkurnool · Nalgonda · Narayanpet · Nirmal · Nizamabad · Peddapalli · Rajanna Sircilla · Rangareddy · Sangareddy · Siddipet · Suryapet · Vikarabad · Wanaparthy · Warangal Rural · Warangal Urban · Yadadri Bhuvanagiri